# Ephesia degener
Ephesia degener är en fjärilsart som beskrevs av W. Warren 1913. Ephesia degener ingår i släktet Ephesia och familjen nattflyn. Inga underarter finns listade i Catalogue of Life.